# Dhurata Ahmetaj
Dhurata Ahmetaj, född den 16 november 1992 i Prizren i Kosovo, är en albansk sångerska. Hon är främst känd för låten "Shumë o ka ma don" som hon framförde med Blero 2014.
Ahmetaj inledde sin karriär 2010 då hon deltog i musiktävlingen Top Fest med låten "Veç ty të dua". Året därpå deltog hon i samma tävling med låten "Një natë". 2012 släppte hon låten "Stars Down" som nominerades vid galan Video Fest Muzikor (VFM) 2012. 2013 framförde hon låten "Ama veç pak" och var med i dess musikvideo tillsammans med Presioni. 2014 släppte hon låten "Shumë o ka ma don" tillsammans med Blero. Dess musikvideo släpptes även på YouTube.